# Jose ben Jehuda
Rabbi Jose ben Jehuda (ben Ilai) (auch: Jose ben Juda) (er wirkte im 2. nachchristlichen Jahrhundert) war ein Tannait der 4. Generation, oft in Kontroverse mit Rabbi (= Jehuda ha-Nasi).
Sein Vater soll der berühmte Juda ben Ilai und zugleich auch sein Lehrer gewesen sein. Jose ben Jehuda wurde wegen seiner Frömmigkeit und Bescheidenheit auch Rabbi Katnutha („der letzte der wahrhaft Frommen“) genannt. Er tritt in der 2. bis 5. Mischnaordnung auf, sonst nur in der Tossefta zur ersten und sechsten Ordnung.
Die Frage, ob Jose Proselyt gewesen sein soll, wird in der hebräischen Geschichtsliteratur diskutiert und verschieden beantwortet (seder hadorot pro gegen juchasin contra).
Jose ben Jehuda überliefert den Volksglauben, am Freitagabend die beiden „Engel des Dienstes“ zu begrüßen (bSchabbat 119b).
In den Sprüchen der Väter sind von ihm folgende Aussprüche überliefert (IV., 26):
„Wer von jungen Leuten lernt, wem gleicht er? Dem, der unreife Trauben genießt und Wein aus der Kelter trinkt.
Wer aber von alten Leuten lernt, wem gleicht er? Dem, der reife Trauben genießt und alten Wein trinkt.“